# Raymond Clottu

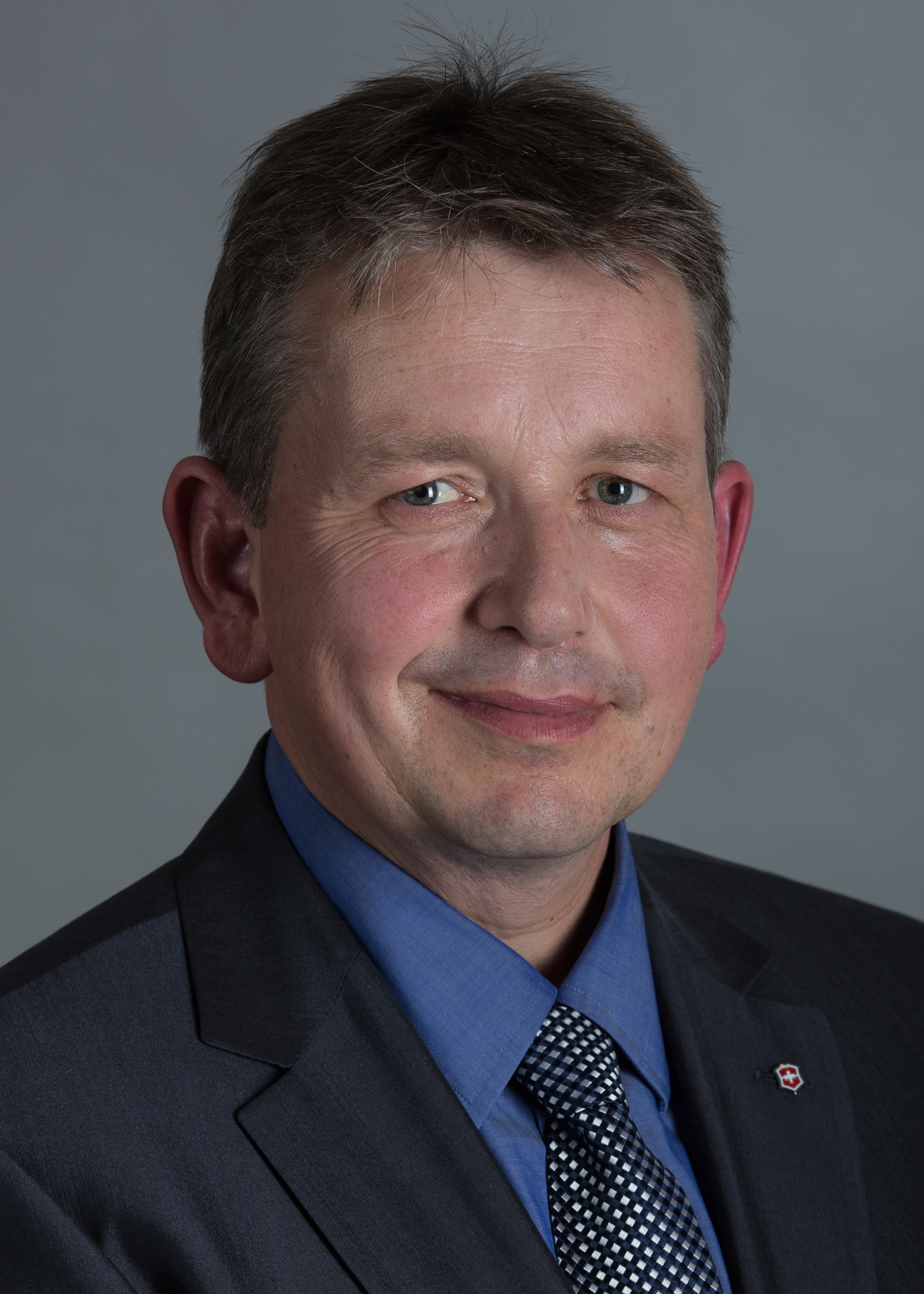
Raymond Clottu (2013)

Raymond Clottu (* 18. Dezember 1967 in Neuenburg; heimatberechtigt in La Sagne) ist ein Schweizer Politiker (SVP/parteilos).

## Biografie
Clottu begann seine politische Karriere im Grossen Rat des Kantons Neuenburg von Dezember 2005 bis Mai 2013. Er war von April 2007 bis Februar 2013 Vizepräsident der Neuenburger SVP. 
Raymond Clottu vertrat seinen Kanton ab dem 9. September 2013 im Nationalrat. Am 17. April 2017 wurde bekannt, dass Clottu aus der kantonalen SVP ausgeschlossen wird, unter anderem weil er seine Mitgliederbeiträge nicht bezahlt und die Partei kritisiert habe. Clottu erklärte, er wolle auf nationaler Ebene weiter in der SVP-Fraktion politisieren, allerdings als Unabhängiger. Bei den darauffolgenden Wahlen 2019 trat er nicht erneut an.
Beruflich ist er als Buchhaltungs-Experte tätig. Er wohnt in La Brévine.